# Mirad Garza
Mirad Garza, född 14 februari 1999 i Bäckebols församling i Göteborg, är en svensk fotbollsspelare.

## Karriär
Garza är fostrad i BK Häcken. I augusti 2018 värvades Garza av Ljungskile SK, där han skrev på ett 1,5-årskontrakt. Garza debuterade i Division 1 den 20 augusti 2018 i en 1–1-match mot Husqvarna FF, där han blev inbytt i den 77:e minuten mot Aleksandar Kitić. Totalt gjorde Garza endast två inhopp under säsongen 2018. Följande säsong spelade han 17 matcher och hjälpte Ljungskile att vinna Division 1 Södra. I november 2019 förlängde Garza sitt kontrakt med två år. Säsongen 2020 spelade han 18 matcher i Superettan, varav 10 som startspelare.
I januari 2021 värvades Garza av Utsiktens BK, där han skrev på ett tvåårskontrakt. I juli 2022 värvades Garza av Lindome GIF, där han skrev på ett 1,5-årskontrakt. I mars 2023 återvände Garza till Ljungskile SK och skrev på ett ettårskontrakt med klubben.